# Линвуд (Канзас)
Линвуд (енгл. Linwood) град је у америчкој савезној држави Канзас.

## Демографија
По попису из 2010. године број становника је 375, што је 1 (0,3%) становника више него 2000. године.
| Група             | 2000.       | 2010.       |
| Белци             | 326 (87,2%) | 338 (90,1%) |
| Афроамериканци    | 2 (0,5%)    | 0 (0,0%)    |
| Азијати           | 0 (0,0%)    | 1 (0,3%)    |
| Хиспаноамериканци | 29 (7,8%)   | 26 (6,9%)   |
| Укупно            | 374         | 375         |